# Трос
Трос или Трой (на латински: Tros, на гръцки: Τρώς) в древногръцката митология е внук на Дардан, основател и първия владетел на Троя. От съюза му с нимфата Калироя се раждат трима сина – Ил, Асарак и Ганимед. Според други версии на мита, основател на Троя е синът му Ил и оттам идва и другото име на Троя – Илион.